# 國立清華大學工程與系統科學系
國立清華大學工程與系統科學系是隸屬於國立清華大學原子科學院的學系之一，研究核子工程在機、電、材及工程物理等多元化教學研究。

## 歷史

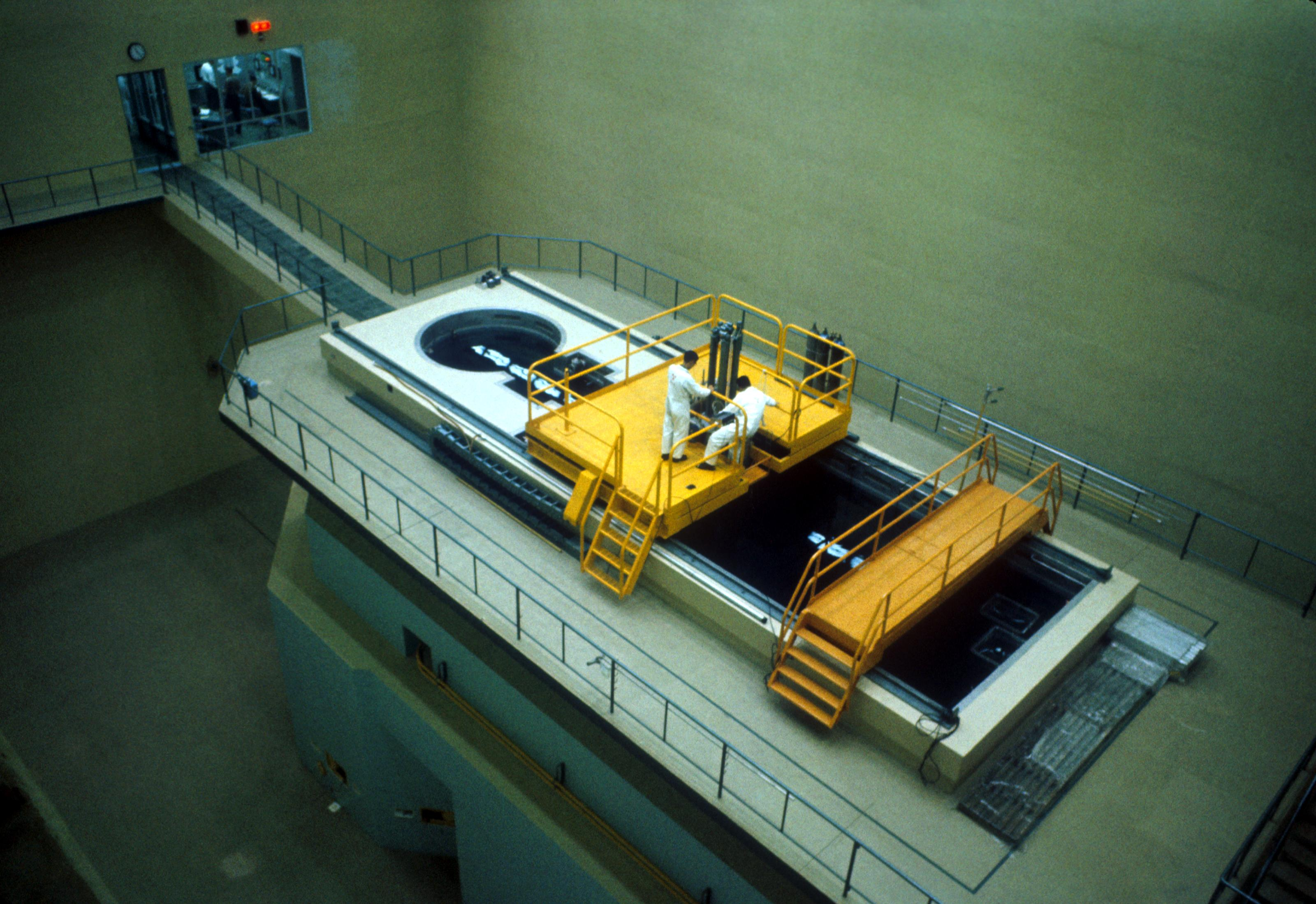
清華大學水池式反應器

國立清華大學工程與系統科學系原名「核子工程學系」，於1964年成立，與數學系為是清大在台復校最早成立的學系之一，後為凸顯核子工程在機、電、材及工程物理等多元化教學研究的特殊性，於1997年更名為「工程與系統科學系」。
- 1956年：國立清華大學於新竹市復校
- 1961年：清華大學水池式反應器首次臨界
- 1964年：核子工程學系大學部首屆招生
- 1968年：設立台電核能發電人員訓練班
- 1970年：設立原子核工程研究所碩士班
- 1973年：國立清華大學原子科學院成立
- 1974年：阿岡諾原子爐首次臨界
- 1975年：移動式教學用原子爐首次臨界
- 1981年：設立原子核工程研究所博士班
- 1981年：核子工程學系大學部開始雙班招生
- 1985年：原子核工程研究所改名為核子工程研究所
- 1995年：阿岡諾原子爐除役
- 1995年：核子工程學系改名為核子工程與工程物理學系
- 1997年：核子工程與工程物理學系改名為工程與系統科學系

## 系館
- 1985年：工科舊館（核能科技一館）啟用
- 1993年：工科新館 （核能科技二館）啟用

## 歷任系主任
- 鄭振華 (1964 - 1967)
- 翁寶山 (1967 - 1969)
- 曾德霖 (1969 - 1970)
- 楊覺民 (1970 - 1977)
- 曾德霖 (1977 - 1983)
- 江祥輝 (1983 - 1986)
- 蔡春鴻 (1986 - 1989)
- 施純寬 (1989 - 1992)
- 白寶實 (1992 - 1993)
- 林　強 (1993 - 1996)
- 王天戈 (1996 - 1998)
- 周懷樸 (1998 - 2001)
- 潘　欽 (2001 - 2004)
- 開執中 (2004 - 2007)
- 李　敏 (2007 - 2010)
- 曾繁根 (2010 - 2013)
- 葉宗洸 (2013 - 2016)
- 林唯耕 (2016 - 2018)
- 巫勇賢 (2018 - 2021)
- 張廖貴術 (2021 - )

## 知名系友
- 蘇獻章：行政院原子能委員會前主任委員
- 陳文村：清華特聘講座教授、中央研究院特聘研究員、國立清華大學前校長
- 陳貴明：台灣電力公司前董事長、總經理
- 夏德鈺：行政院原子能委員會前主任委員
- 歐陽敏盛：行政院原子能委員會前主任委員
- 郭位：香港城市大學校長
- 蔡春鴻：行政院原子能委員會前主任委員
- 周源卿：行政院原子能委員會前主任委員

## 外部連結
- 國立清華大學工程與系統科學系（页面存档备份，存于）
- 國立清華大學（页面存档备份，存于）